# Salamis ansorgei
Salamis ansorgei är en fjärilsart som beskrevs av Rothschild 1904. Salamis ansorgei ingår i släktet Salamis och familjen praktfjärilar. Inga underarter finns listade i Catalogue of Life.